# Hermas villosa
Hermas villosa är en flockblommig växtart som beskrevs av Carl Peter Thunberg. Hermas villosa ingår i släktet Hermas och familjen flockblommiga växter. Inga underarter finns listade i Catalogue of Life.